# Ghislaine Wood
Ghislaine Wood (* 1950 im Vereinigten Königreich) ist eine britische Kunsthistorikerin.

## Leben und Werk
Ghislaine Wood besuchte die Dean Close School in Cheltenham und studierte darauf Kunstgeschichte an der University of Manchester.
Sie spezialisierte sich auf Kunst und Design des 20. Jahrhunderts und war von 1993 bis 2005 als Kuratorin am Victoria and Albert Museum tätig. 2014 wurde sie zur stellvertretenden Direktorin des Sainsbury Centre for Visual Arts der University of East Anglia in Norwich ernannt.
Wood kuratierte mehrere größere Ausstellungen wie Ocean Liners: Speed And Style (2018), British Design 1948–2012 (2012), Surreal things: Surrealism and design (2007), Art Deco 1910-1939 (2003) und Art Nouveau 1890–1914 (2000).
Zu ihren Veröffentlichungen gehören:
- Art Nouveau and the Erotic. V&A Publications, London 2000, ISBN 978-1-85177-295-7, 96 S.
- Essential Art Deco. V&A Publications, London 2003, ISBN 978-1-85177-389-3, 96 S.
- Art Deco 1910-1939. Mit Charlotte Benton und Tim Benton. Bulfinch Press, New York City 2003, ISBN 978-0-82122-834-0, 464 S.
- The Surreal Body: Fetish and Fashion. Harry N. Abrams, New York City 2007, ISBN 978-1-85177-502-6, 96 S.
- Surreal things: Surrealism and design. V&A Publications, London 2007, ISBN 978-1-85177-500-2, 362 S.
- British design from 1948 innovation in the Modern age. Mit Christopher Breward und Fiona Fisher. Bloomsbury Publishing, London 2015, ISBN 978-1-47425-622-3, V&A Publications, London 2012, 352 S.
- Ocean Liners: Speed and Style. Mit Daniel Finamore. V&A Publishing, London 2018, ISBN 978-1-85177-949-9, 288 S.
- Art Deco by the Sea. Sainsbury Centre, Norwich 2020, ISBN	978-1-91613-360-0, 160 S.